# Bluebird (альбом)
Bluebird — студийный альбом американской певицы Эммилу Харрис, выпущенный рекорд-лейблом Warner Bros. Records в 1989 году. Пластинка достигла строчки № 15 в Top Country Albums, а два наиболее успешных сингла — «Heartbreak Hill» и «Heaven Only Knows» — вошли соответственно в Топ-10 и Топ-20 Hot Country Songs. Концептуально работа следовала фирменным рецептам певицы, сочетая кантри-рок, редкие авторские песни и кантри-стандарты. В 2004 году альбом вновь привлёк внимание публики, когда песня «Heaven Only Knows» прозвучала в телесериале «Клан Сопрано».

## Альбом
После скромного некоммерческого проекта Angel Band, певица вернулась к более привычному формату с альбомом Bluebird. Работа содержала присущее Харрис сочетание кантри-рока, творчества эксцентричных авторов-песенников и свежих прочтений классики кантри. Как и её концептуальная пластинка The Ballad of Sally Rose, новый релиз объединял треки единой темой — на этот раз потерянной любви. Продюсером альбома совместно с Харрис выступил гитарист Ричард Беннетт. Нестандартное авторское творчество здесь отражали работы Кейт Макгерригл, Тома Раша и Батча Хэнкока. Так, последние двое обогатили запись композициями «No Regrets» и «If You Were a Bluebird» соответственно.
Помимо этого, Харрис продемонстрировала свои версии песен «You’ve Been on My Mind» Родни Кроуэлла и «Icy Blue Heart» Джона Хайатта. В трек-листе имело место и достаточно редкое явление — написанная самой Харрис баллада «A River for Him». Кульминацией проекта была интерпретация кантри-классики «I Still Miss Someone» Джонни Кэша. Вместе с тем наиболее популярными треками оказались «Heaven Only Knows» авторства Пола Кеннерли и «Heartbreak Hill», сочинённая им совместно с Харрис. В целом пластинка являлась для артистки проверенным вариантом и следовала её устоявшимся стандартам. Альбом также стал для Харрис заключительной работой 1980-х годов.

## Релиз
Bluebird достиг строчки № 15 в Top Country Albums. Первый сингл «Heartbreak Hill» добрался до позиции № 8 в Hot Country Songs, а вышедший вслед за ним «Heaven Only Knows» — до № 16. Песня «I Still Miss Someone» не поднялась выше строчки № 51. Пластинка в 1989 году номинировалась на премию «Грэмми» как «Лучшее женское вокальное кантри-исполнение». Полтора десятилетия спустя альбом неожиданно вновь привлёк внимание публики, когда песня «Heaven Only Knows», прозвучала в телесериале «Клан Сопрано» (открывая и закрывая эпизод «Два Тони» в пятом сезоне).

## Трек-лист
| №   | Название                 | Автор(ы)                                 | Длительность |
| --- | ------------------------ | ---------------------------------------- | ------------ |
| 1.  | «Heaven Only Knows»      | Пол Кеннерли                             | 3:36         |
| 2.  | «You've Been on My Mind» | Родни Кроуэлл                            | 2:54         |
| 3.  | «Icy Blue Heart»         | Джон Хайатт                              | 4:08         |
| 4.  | «Love Is»                | Кейт, Анна и Джейн Макгерригл            | 3:53         |
| 5.  | «No Regrets»             | Том Раш                                  | 5:38         |
| 6.  | «Lonely Street»          | Карл Белью, W.S. Stevenson, Kenny Sowder | 3:14         |
| 7.  | «Heartbreak Hill»        | Эммилу Харрис, Пол Кеннерли              | 3:12         |
| 8.  | «I Still Miss Someone»   | Джонни Кэш, Roy Cash, Jr.                | 2:51         |
| 9.  | «A River for Him»        | Эммилу Харрис                            | 5:02         |
| 10. | «If You Were a Bluebird» | Батч Хэнкок                              | 4:44         |

## Чарты
| Чарт (1989)                       | Высшая позиция |
| --------------------------------- | -------------- |
| США, Billboard Top Country Albums | 15             |
| Канада, RPM Top Albums            | 19             |

## Музыканты
- Ричард Беннетт — акустические и электрические 12-струнные и шестиструнные гитары, шестиструнный бас, перкуссия, мандолина
- Глен Хардин — фортепиано, синтезатор
- Steve Fishell — педал-стил, добро
- Дэвид Померой — акустический и электрический бас, электроконтрабас
- Billy Thomas — ударные, перкуссия, бэк-вокал
- Эммилу Харрис — акустическая гитара, электрогитара, перкуссия
- Киран Кейн — мандолина
- Кейт Макгерригл — аккордеон, бэк-вокал
- Carl Marsh — синтерзатор, орган Хаммонда
- Бонни Рэйтт — электрическая слайд-гитара, бэк-вокал
- Майк Хендерсон — электрическая слайд-гитара
- Кенни Малоун — перкуссия
- Эмори Горди — дирижёр, оркестровки
- Glen Duncan — мандолина
- Марк O' Коннор — мандолина
- Марти Стюарт — мандолина
- Анна Макгерригл — бэк-вокал
- Ashley Cleveland — бэк-вокал
- Гэрри Стинсон — бэк-вокал
- Donivan Cowart — бэк-вокал
- Бэрри Ташиян — бэк-вокал
- Мэри Энн Кеннеди — бэк-вокал
- Пэм Роуз — бэк-вокал